# Roque de La Bonanza

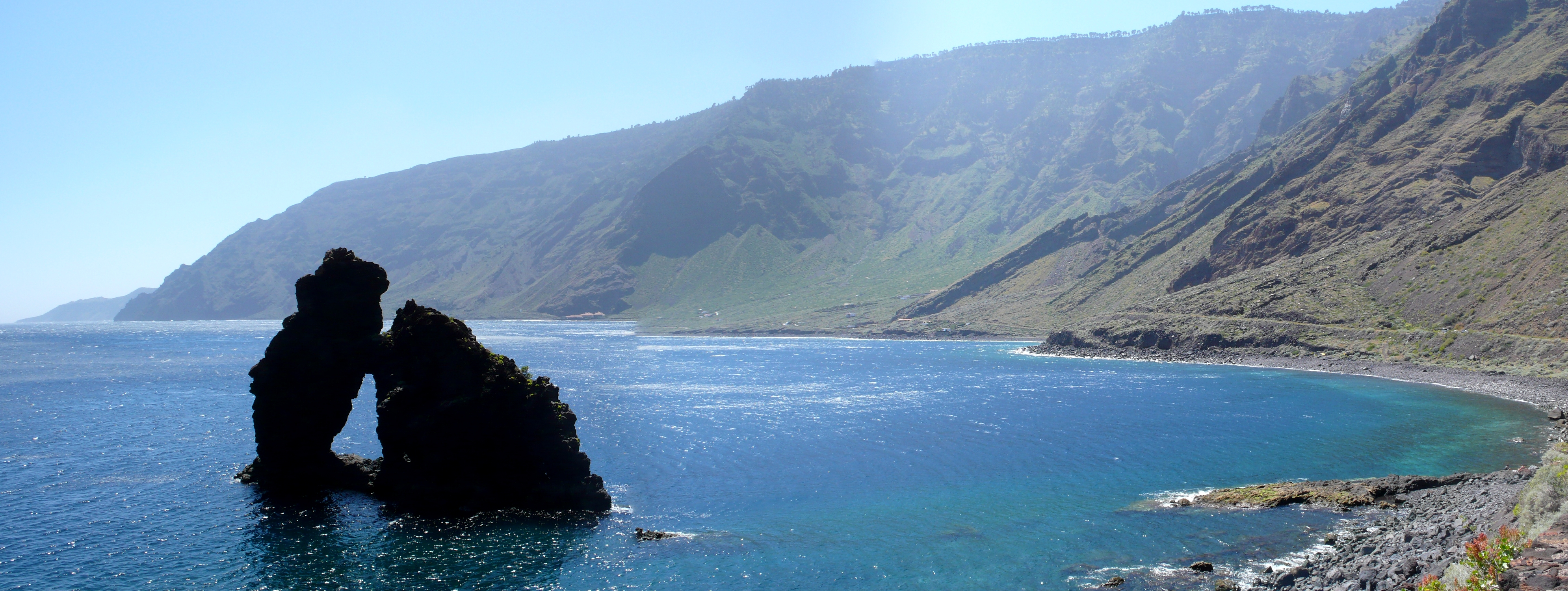
Panorámica del Roque de Bonanza

El Roque de La Bonanza es una formación rocosa que se encuentra en la bahía de Las Playas al sureste de la isla de El Hierro (Canarias, España). Se alza verticalmente 200 metros sobre el suelo oceánico y se ha convertido en uno de los símbolos representativos de la isla.